# Eugen Meier
Pour les articles homonymes, voir Meier.
Eugen Meier, né le 30 avril 1930 à Schaffhouse et mort le 26 mars 2002, est un footballeur suisse. Il était surnommé : « Geni » ou « Bomben-Meier ».

## Biographie

### En sélection
- 1954 : quart-de-finaliste de la Coupe du monde de football en Suisse

## Palmarès
- 1953 : meilleur buteur du Championnat de Suisse D1, avec 32 buts.
- 1957 : champion suisse avec BSC Young Boys
- 1958 : champion suisse avec BSC Young Boys
- 1959 : champion suisse avec BSC Young Boys
- 1959 : meilleur buteur du Championnat de Suisse D1, avec 24 buts.
- 1960 : champion suisse avec BSC Young Boys
- 1959 : demi-finaliste de la Coupe des clubs champions (BSC Young Boys-Stade de Reims)